# Kirche von Edåsa

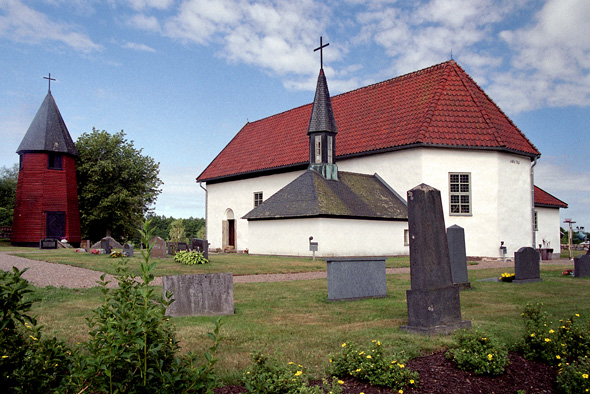

Die Kirche von Edåsa liegt in der schwedischen Gemeinde Skövde etwa 20 Kilometer südlich der Stadt Skövde.
Die turmlose Kirche stammt aus dem 12. Jahrhundert und wurde 1763 mit einem dreiseitigen Chor nach Osten verlängert. Nach der Zusammenlegung der Kirchspiele Edåsa und Ljunghem in der ersten Hälfte des 19. Jahrhunderts und dem Bau einer neuen Kirche wurde die mittelalterliche Kirche 1873 aufgelassen. Sie wurde danach von einer Privatperson gekauft und dem Altertumsverein Västergötlands geschenkt, der die Kirche als Museum für Kirchenkunst verwendete. 1930 kaufte die Kirchengemeinde die Kirche zurück und restaurierte sie. 1938 wurde die Kirche wieder geweiht. Der freistehende Glockenturm stammt auch aus diesem Jahr.